# デリバリー・スマップ デリ!スマ
『デリバリー・スマップ デリ!スマ』は2002年4月13日から12月14日にかけてフジテレビ系列で放送されていたバラエティ番組。

## 概要
『サタ☆スマ』の後番組。「もしもこの二人が○○してくれたら」という人々の願いを叶え、笑いと感動を視聴者に紹介する番組だった。デリバリーショップの店員という設定が設けられたが、中居・香取が何らかのキャラクターに扮してそれぞれロケに赴く路線や、山下達郎によるエンディング・テーマは『サタ☆スマ』から継承していた。また、音声もモノラル放送からステレオ放送に変更された。
10月19日放送分から番組内容とスタジオセットを大幅にリニューアルし、これまでのロケ主体の路線を廃止してスタジオ収録のバラエティに移行。仮の新番組タイトルとして「スマ夫」が発表され、翌週の10月26日放送分から新聞のラテ欄表記が『デリ!スマ〜スマ夫編』に変更された。11月2日放送分からは番組内のタイトルロゴも変更。
さらに、翌2003年1月11日から新番組として『スマ夫』が開始。正式な告知がないまま事実上『デリ!スマ』は自然消滅する形となったが、同年3月22日に番組開始当初からのロケ企画であった「中居ハウス」と「慎吾先生」の完結編が『スマ夫最終回 大完結編スペシャル』として放送された。

## 出演者
- 中居正広（当時SMAP）
- 香取慎吾（当時SMAP）

## 企画

### 『デリ!スマ』時代

#### 帰宅クイズ
- 番組のエンディングコーナー。2択クイズ（初期は、視聴者の小学生が描いた絵のタイトルを当てる。後期は、2品の内より高価な物を当てる目利きクイズ。）を出題し、中居と香取はそれぞれ、A・B正解だと思う方のドアを開けて店の外のボックスへ入る。正解ならボックスのドアも開いて外へ出られるが、不正解ならボックスは開かず膨らむ風船に（破裂するまで）押し潰される罰ゲームを受ける。
- 当初は風船は下から膨らましていたが、コードの有無でどちらが不正解か2人にバレる様になってしまった為、後に上から膨らます形式に変更した。

### 『スマ夫』時代

#### テレスマ! あなたの代わりに電話します!
- 「相手に言いたいけど、どうしても言えないこと」を中居と香取が代わりに電話して説得しようというコーナー。

#### 100歳しりとり
- 長寿の老人を訪ね、長寿の秘訣とともにしりとりをするコーナー。

## スタッフ
- 構成：樋口卓治、鈴木おさむ、堀江利幸、椎名基樹、マツピロ、井手隠臣、佐藤修、川島カヨ、金丸純也
- リサーチ：大島祐紀子、斎藤遼子、伊藤匡
- 技術：共同テレビジョン、J-crew
- TD・SW：佐々木信一
- CAM：小川経一、竺原功二
- VE：川崎淳
- AUD：中村仁、太田勝巳
- LD：おごもり晴文、八木原伸治
- 美術プロデューサー：井上幸夫
- デザイン：きくちまさと
- 美術進行：吉田敬
- 大道具：東山優治
- 装飾：加川功
- 持道具：土屋洋子
- 衣裳：山田斉
- メイク：中谷しのぶ
- かつら：新井智子
- 視覚効果：坂井郁美
- アクリル装飾：永山淳
- 特殊美術：佐藤和良
- 植木装飾：広田明
- 電飾：照喜名紀央
- スタイリスト：宇都宮いく子
- タイトル：岩崎光明
- VTR編集：一ノ瀬勝
- MA：河原崎智史
- 音響効果：松長芳樹
- TK：平井冴子
- CG：フレイムグラフィックス
- 広報：猪熊伴子
- 連絡：川上郁子
- スーパーバイザー：原田冬彦
- FD：浅野克己
- 編成担当：荒井昭博（以前はチーフプロデューサー）
- ディレクター：清水泰貴、かわのけいすけ、中澤智有、濱野貴敏、佐々木繁雄、岡部統一
- 制作プロデューサー：藤井朗子（ジーワン）
- プロデューサー・演出：石井浩二
- プロデューサー：小松純也、鈴木吉弘
- 技術協力：FLT、笑カンパニー
- 制作協力：ジーワン、ジャニーズ事務所
- 制作：フジテレビ制作センター
- 制作著作：フジテレビ